# ベルリッツ・ジャパン
ベルリッツ・ジャパン株式会社（英称：Berlitz Japan Ltd.）は、英会話学校の運営などの事業を行う、東京都港区に本社を置く日本の企業である。
2015年までに64か所のスクールを持った。
GTECの運営も行っている。
全国産業人能力開発団体連合会正会員。

## 歴史
アメリカ法人のBerlitz School of Language of America（BSLA。後にBerlitz International,Inc.への改称を経て、現在はBerlitz Corporation）が、1966年に日本支社を設置し、日本での事業を開始。1980年に、日本法人として、ベルリッツ・スクール・オブ・ランゲージス株式会社として設立された。
株式会社ベネッセコーポレーション（現在のベネッセホールディングス）が、Berlitz International, Inc. （現在のBerlitz Corporation）に対し、1990年に資本参加し、2001年には完全子会社化した。このため、日本法人のベルリッツ・スクール・オブ・ランゲージス株式会社（現在のベルリッツ・ジャパン株式会社）もベネッセグループの会社となった。
法人契約に強みを持ち成長を続けたが、リーマンショックなどにより2009年度はマイナス成長となり、同年度年間売上高は115億円だった。
オンライン授業を展開する競合他社との競争激化に加え、新型コロナウイルスの影響により、本企業が業績上における重しになっていたことを背景として、ベネッセホールディングスは2022年2月14日に本企業をカナダのILSCホールディングスが設立した特別目的会社に売却した。

## 人物
社長を務めた人物として三宅利嘉、山本智巳、増本勝彦、須原清貴、原田泳幸、松尾茂樹、松尾茂樹 がいる。

## 労働争議
2007年に、ベルリッツ・ジャパンで働く講師の労働組合が4.6%のベースアップと賞与を要求し、ストライキを打ち始めた。2008年までにストライキは11か月間行われ108人以上が参加した。ジャパンタイムズによると、これは日本で最長の語学講師ストライキである。ベルリッツ・ジャパンはそのストライキの違法性を主張し中止を要求した。それに対し組合は東京都労働委員会に不当労働行為の救済を申し立て、会社側は組合から違法ストライキに対する1億1000万円の損害賠償を求めて訴訟を提起した。2012年2月に東京地裁はベルリッツの訴えを退けた。ベルリッツは控訴していたが、ベルリッツが講師らへの賞与と昇給を与えること、組合がベルリッツにストライキを事前通告することを条件に和解が成立したことが2013年1月に報じられた。
2015年8月に、休憩時間に教材の準備をさせられたとして、22人のベルリッツの講師が、ベルリッツからの1人当たり最高で約350万円の支払いを求めて東京地裁に提訴した。

## 沿革
- 1878年 - プロビデンス校開設
- 1886年 - ニューヨークへ本部移転
- 1888年 - ベルリン校開設
- 1889年 - パリ校開設/ロンドン校開設
- 1890年 - M.D.ベルリッツ、ドイツ皇帝 ヴィルヘルム2世に英会話を教える
- 1900年 - パリ万国博覧会にて金メダル獲得。近代言語教育者会議にてベルリッツ・メソッド®が正式採用
- 1904年 - セントルイス万国博覧会にて大賞受賞
- 1933年 - J.S.ダリーが経営権取得。ベルリッツ・スクール・オブ・ランゲージ・オブ・アメリカ（BSLA）に名称変更
- 1955年 - ロックフェラーセンターに、当時としては北米最大の教室をオープン
- 1965年 - 全アメリカ国内校を直営校に
- 1966年 - 赤坂校開設
- 1970年 - スイスにエディションベルリッツ設立 Total Immersion®導入
- 1980年 - 日本法人ベルリッツ・スクール・オブ・ランゲージス株式会社を設立
- 1987年 - Berlitz International, Inc.へ改称。留学センターベルリッツ・オン・キャンバス スタート
- 1988年 - マックスウェル・コミュニケーションズが経営権を取得
- 1990年 - ベネッセコーポレーション（現・ベネッセホールディングス）がBerlitz International, Inc.（現・Berlitz Corporation）に資本参加
- 1990年 - 子供向け英語プログラム「Sesame ENGLISH」を開発
- 2001年 - ベネッセコーポレーションがBerlitz International, Incの普通株を100%取得
- 2002年 - BerlitzENGLISH Level 1-4導入
- 2003年 - 小学3〜6年生向けEnglish Beat導入
- 2004年 - BerlitzENGLISH Level 5-8導入 大人の英会話 日本導入
- 2006年 - Berlitz Virtual Classroom（ベルリッツ・バーチャル・クラスルーム）日本導入
- 2007年 - Berlitz Business Communications School（ベルリッツ・ビジネス・コミュニケーションズ・スクール）日本開設
- 2010年 - Berlitz International, Inc.からBerlitz Corporationへ改称
- 2012年 - フェニックスアソシエイツ株式会社と合併し、法人向け語学教育を拡充
- 2022年
  - 2月9日 - RISU Japanと子供向け英語レッスン動画サービス 「ハロー！ ベルリッツ」を提供開始[14]
  - 2月14日 - カナダのILSCホールディングスが設立した特別目的会社が本企業を買収[6]。

## テレビ番組
- 日経スペシャル カンブリア宮殿 これが世界で負ける、日本型の"男ビジネス"だ！ 世界で勝てる人材は、こう作れ！（2010年11月4日、テレビ東京）[15]